# مت مک‌گوری
مت مک‌گوری (انگلیسی: Matt McGorry؛ زادهٔ ۱۲ آوریل ۱۹۸۶) یک هنرپیشه اهل ایالات متحده آمریکا است. وی از سال ۲۰۰۶ میلادی تاکنون مشغول فعالیت بوده‌است.
از فیلم‌ها یا برنامه‌های تلویزیونی که وی در آن نقش داشته است می‌توان به چگونه از مجازات قتل فرار کرد اشاره کرد.